# Banque internationale du Cameroun pour l'épargne et le crédit
La Banque internationale du Cameroun pour l'épargne et le crédit (BICEC)  est une banque camerounaise, basée à Douala. C'est une filiale du groupe marocain BCP.

## Historique
Créée en 1962, la BICIC devient la BICEC le 14 mars 1997, et est placée sous la gestion du groupe Banque populaire.
En 2000, la BICEC devient une filiale du groupe Banque populaire devenu lui-même en 2011 le Groupe BPCE (Groupe Banque populaire Caisse d’épargne). Le Groupe BPCE, à travers sa holding, BPCE International détient  environ 70 % de l’actionnariat de la BICEC.
En 2018, BPCE annonce un accord avec BCP pour le rachat de ses filiales africaines (dont la BICEC). BCP est un groupe panafricain, le sixième plus grand groupe bancaire en Afrique et présent dans une trentaine de pays. Ce rachat est finalisé le 1er octobre 2019.
Un an après le rachat, la BICEC a procédé a un changement de son identité visuelle. Son logo est désormais représentée par un cheval, emblème historique de la BCP.

## Direction
Le conseil d'administration de la BICEC est présidé par Constant Metou'ou Amvella depuis 2024. Le directeur général est depuis octobre 2019, Rochdi Sanhaji. Il est remplacé en 2021 par Outman Roqdi.